# Phillip Kerrigan
Phillip Kerrigan es un deportista canadiense que compitió en vela en la clase Soling. Ganó tres medallas en el Campeonato Mundial de Soling entre los años 2006 y 2011.

## Palmarés internacional
| Campeonato Mundial | Campeonato Mundial           | Campeonato Mundial | Campeonato Mundial |
| Año                | Lugar                        | Medalla            | Clase              |
| ------------------ | ---------------------------- | ------------------ | ------------------ |
| 2006               | Annapolis (Estados Unidos)   | Medalla de plata   | Soling             |
| 2009               | Toronto (Canadá)             | Medalla de bronce  | Soling             |
| 2011               | Prien am Chiemsee (Alemania) | Medalla de oro     | Soling             |